# 西田亜沙子
西田 亜沙子（にしだ あさこ、12月2日 - ）は、日本のアニメーター、キャラクターデザイナー。大阪府出身。
大阪市立工芸高等学校図案科（現・ビジュアルデザイン科）卒業。夫は同じくアニメーターの中谷誠一。AS（アズ）、中谷 亜沙子（なかたに あさこ）という別名義を使うこともある。

## 概要
- 妖艶かつ扇情的な絵柄が特徴的である。
- 元スタジオ・ムー所属。山本佐和子に師事して腕を磨いた後、フリーとなって上京したが、2003年には夫と共に大阪へ居を戻している。日本アニメーター・演出協会（JAniCA）会員[1]。
- 『電波女と青春男』ではキャラクターデザインとして「ブリキ絵」を再現して注目された。
- 近年では、『ラブライブ!』のキャラクターデザインで知られる。

## 参加作品

### テレビアニメ
- BRIGADOON　まりんとメラン：原画
- 獣神ライガー: 動画、原画
- まじかる☆タルるートくん：原画
- 勇者シリーズ：作画監督、原画[2]
- 元気爆発ガンバルガー：原画
- ヤダモン：原画
- 疾風!アイアンリーガー:原画
- 魔法騎士レイアース:原画
- 名探偵コナン：作画監督、原画
- はれときどきぶた：原画
- Weiß kreuz：原画
- 星方武侠アウトロースター：作画監督、原画
- ブレンパワード：原画
- カードキャプターさくら：原画[2]
- ジェネレイターガウル：原画
- 星方天使エンジェルリンクス：キャラクターデザイン、作画監督
- 無限のリヴァイアス：作画監督、原画、OP原画
- ベターマン：原画
- HAND MAID メイ：OP原画
- アルジェントソーマ：作画監督
- スクライド：ED原画
- ギャラクシーエンジェル 第1期：原画
- 機動天使エンジェリックレイヤー：原画
- Witch Hunter ROBIN：OP原画
- ちょびっツ：原画
- 七人のナナ：キャラクターデザイン、総作画監督、作画監督、原画、OP作画監督、OP原画
- 神魂合体ゴーダンナー!!：原画
- スクラップド・プリンセス：ED原画
- GAD GUARD：原画
- ヤミと帽子と本の旅人：キャラクターデザイン、総作画監督、OP作画監督、ED作画監督
- KURAU Phantom Memory：原画
- 爆裂天使：原画
- お伽草子：原画
- ケロロ軍曹：作画監督、原画、2代目ED絵コンテ、2代目ED原画
- 機動戦士ガンダムSEED DESTINY：原画
- 舞-HiME：原画
- ガン×ソード：作監協力
- ふしぎ星の☆ふたご姫 ： 原画(第1話)
- 舞-乙HiME：原画
- 交響詩篇エウレカセブン：原画
- Fate/stay night：作画監督
- シムーン：キャラクターデザイン[3]、総作画監督、作画監督、原画、OP作画監督、ED作画監督[4]
- コードギアス 反逆のルルーシュ：原画、OP原画
- 桃華月憚：キャラクターデザイン、総作画監督、OP絵コンテ、OP作画監督、ED作画監督
- ロミオ×ジュリエット：作画監督
- ひぐらしのなく頃に解：OP原画
- ヴァンパイア騎士シリーズ
  - ヴァンパイア騎士：キャラクターデザイン、OP作画監督、ED作画監督
  - ヴァンパイア騎士 Guilty：キャラクターデザイン、OP総作画監督
- 魍魎の匣：キャラクターデザイン、総作画監督、OP作画監督[5][6]
- 屍姫 玄：原画
- 戦国BASARA：原画
- 鋼の錬金術師 FULLMETAL ALCHEMIST：原画、4代目OP原画
- そらのおとしもの：智樹お宝☆コレクション原画
- 青い文学シリーズ「走れメロス」：原画、作画監督
- こばと。：原画
- さらい屋 五葉：原画
- STAR DRIVER 輝きのタクト：原画
- GOSICK -ゴシック-：作画監督
- 電波女と青春男：キャラクターデザイン、総作画監督、OP作画監督
- Dororonえん魔くん メ〜ラめら：作画監督、原画
- スイートプリキュア♪：原画
- 機動戦士ガンダムAGE：原画、OP原画、ED原画
- 緋色の欠片：OP原画
- ZETMAN：OP原画
- Fate/Zero 2ndシーズン：原画
- ラブライブ!シリーズ
  - ラブライブ!（第1期） ： キャラクターデザイン・アニメーションディレクター、総作画監督（全話）
  - ラブライブ!（第2期） ： キャラクターデザイン・アニメーションディレクター、オープニングアニメーション 総作画監督、総作画監督（全話）
  - ラブライブ!スーパースター!! ： オープニングアニメーション原画
- 傾物語：第4話エンドカード
- ガンダム Gのレコンギスタ：原画(第19話)
- 俺、ツインテールになります。：第3話DN作画
- アブソリュート・デュオ：ED原画、絵コンテ
- ハルチカ 〜ハルタとチカは青春する〜：キャラクターデザイン
- アクティヴレイド -機動強襲室第八係-：アニメーションキャラクターデザイン、総作画監督
- 宝石の国：キャラクターデザイン[7]
- アイドルマスター SideM：作画監督
- ガンダムビルドダイバーズ：キャラクター作画監督
- ACTORS -Songs Connection-：キャラクターデザイン、総作画監督
- 終末トレインどこへいく?：キャラクターデザイン[8]

### 映画
- ワンピース 倒せ！海賊ギャンザック：原画
- X -エックス-：原画
- 劇場版 とっとこハム太郎 ハムハムランド大冒険：原画
- 機動戦士Ζガンダム A New Translation -星を継ぐ者-：原画
- ブレイブ・ストーリー：原画
- スカイ・クロラ The Sky Crawlers：原画
- Fate/stay night Unlimited Blade Works：原画
- 東のエデン 劇場版II Paradise Lost：原画
- 劇場版 TIGER & BUNNY -The Beginning-：原画
- ラブライブ!The School Idol Movie：デザインワークス
- 魔女見習いをさがして：原画
- 劇場版 美少女戦士セーラームーンEternal：総作画監督
- がんばっていきまっしょい：キャラクターデザイン[9]

### OVA
- 機動警察パトレイバー: 動画
- 流星機ガクセイバー：原画
- マクロスプラス：原画
- シャーマニックプリンセス：原画
- 幽幻怪社：原画
- レイアース：原画
- 新世紀GPXサイバーフォーミュラ SIN: OP画
- 勇者指令ダグオン 水晶の瞳の少年：ED作画監督、原画
- 勇者王ガオガイガーFINAL：原画
- カレイドスター Legend of phoenix 〜レイラ・ハミルトン物語〜：原画
- 僕らのLIVE 君とのLIFE：原画
- Snow halation：原画
- 夏色えがおで1,2,Jump!：作画監督・デザインワークス
- もぎゅっと“love”で接近中!：作画監督（室田雄平と連名）・デザインワークス
- Wonderful Rush：作画監督（室田雄平と連名）・デザインワークス
- Music S.T.A.R.T!!：デザインワークス

### Webアニメ
- 日本アニメ（ーター）見本市 「新世紀いんぱくつ。」（2015年、キャラクターデザイン)[10]
- ガンダムビルドダイバーズRe:RISE（2020年、作画監督）

### アダルトアニメ
- エスカレーション Die Liebe：原画

### 一般ゲーム
- 宇宙戦艦ヤマト 遥かなる星イスカンダル：原画
- ワイルドアームズ セカンドイグニッション：アニメーションパート原画
- テイルズ オブ デスティニー2：PS2版アニメーションパート原画
- サーヴィランス 監視者：原画
- ラグナロクオンライン2PV：キャラクターデザイン、作画監督、原画

### アダルトゲーム
- タナトスの恋：キャラクターデザイン、原画
- LOVERS 〜恋に落ちたら…〜：原画

## 著作
- 『西田亜沙子画集 ジャム -Jam-』　宙出版、2009年6月、ISBN 4776794527。1999年～2009年の集大成